# Paul Cauchie
Paul Cauchie (voluit Auguste Paul Cauchie) (Aat, 7 januari 1875 - Etterbeek, 1 september 1952) was een Belgisch beeldend kunstenaar, decorateur, en in beperkte mate architect. Hij werd vooral bekend met zijn sgraffiti in art nouveau, doch hij gebruikte ook andere technieken en bleef ook na deze periode actief. 
De Turnhoutse vereniging Tur'Nouveau  heeft zich tot doel gesteld een kopie te maken op ware grootte van alle sgraffiti van Cauchie in Turnhout en Mechelen. Het kan eigenaars van woningen met sgraffiti aanzetten om over te gaan tot restauraties. Op dit ogenblik werden de sgraffiti  van de woningen in de Mermansstraat 23 en 25 in Turnhout gerestaureerd. Verschillende andere staan op stapel.

## Jeugd
De vader van Paul Cauchie was Hector Cauchie, onderstationschef in Aat. Zijn moeder was Johanna Cornelia Merckenbrack, een kleermaakster uit Antwerpen. Ze trouwden op 12 maart 1873. Een eerste zoontje, Albert Hector, was vijf dagen voordien al geboren, maar zou sterven in 1875. Paul Cauchie werd geboren in 1875 en na hem volgden nog twee zussen en een broer.
In juli 1887 verhuisde het gezin naar Antwerpen. Cauchie volgde er in 1887 en 1889-1890 tekenles aan de Koninklijke Academie voor Schone Kunsten van Antwerpen. Tijdens het schooljaar 1891-1892 volgde hij de richting bouwkunst. Hij kreeg er onder meer les van Leonard Blomme en nadien ook van Joseph Schadde.

## Verdere studies
In 1894 werd vader Cauchie gepromoveerd tot stationschef van het station van Terhulpen, waar de familie dan ook ging wonen. Van 1894 tot 1898 studeerde Cauchie aan l'Ecole des Arts Decoratifs in de Koninklijke Academie voor Schone Kunsten van Brussel. Hij volgde er tekenen en schilderen en initiatie in sgraffito en emailleren. Hier leerde hij zijn latere vrouw Caroline Voet kennen en werd hij bevriend met de beeldhouwer Edmond de Valériola, met wie hij ook later contact bleef houden. Een van zijn belangrijke leermeesters was Constant Montald, bij wie hij leerde de natuur te observeren en te schilderen.

## Werk

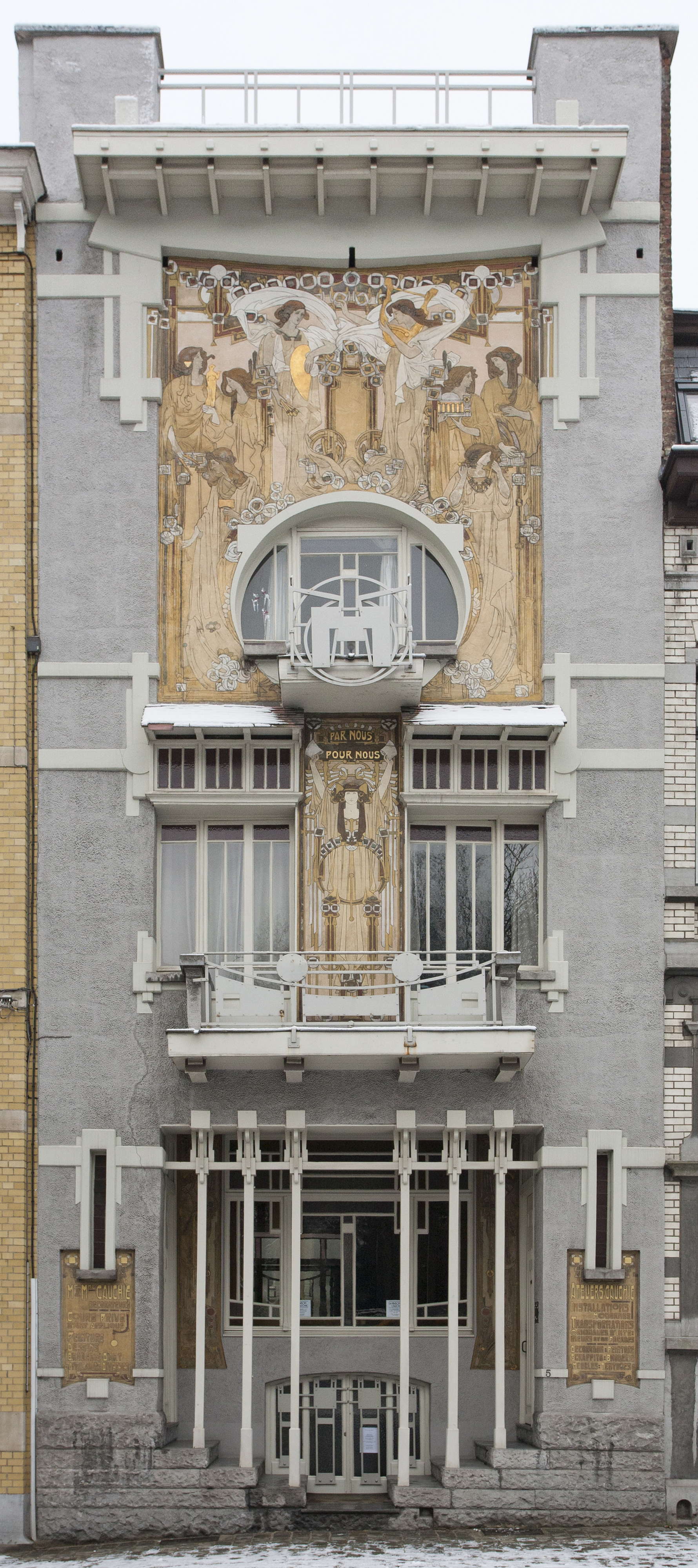
Voorgevel Cauchiehuis, Brussel (1905)

Terwijl hij nog studeerde, richtte Paul Cauchie in 1896 zijn eigen bedrijf op, gespecialiseerd in decoratie. Hij zorgde voor een heropleving van de sgraffiti-techniek, die hij geleerd had bij Henri Baes. Cauchie nam ook deel aan heel wat tentoonstellingen en wedstrijden en werd bekroond met verschillende onderscheidingen, waaronder de Prix Donnay.
In januari 1899 maakte hij een studiereis naar Parijs. Hij wilde nog verder reizen, maar omdat zijn bedrijf zo succesvol was, keerde hij terug. In 1901 verhuisde de familie Cauchie van Terhulpen naar Schaarbeek.
In 1905 huwde Cauchie met Caroline Voet (1875 - 1969), Lina genoemd. Zij ging een belangrijke rol spelen in het decoratiebedrijf. Ze bouwden ook meteen een woning. Cauchie ontwierp het zelf aan de Frankenstraat 5 te Etterbeek. Het huis, nu Cauchiehuis genoemd, is gebouwd in de stijl van de art nouveau, maar is ook geïnspireerd op de bouwstijl van Charles Mackintosh, met invloed van het japonisme. De gevel is bijna volledig bedekt met sgraffiti. Cauchies vrouw decoreerde samen met haar man het interieur.
Het bedrijf van Cauchie kreeg zeer veel opdrachten, zodat hij werknemers in dienst moest nemen. In 1913 breidde hij nog uit en richtte de SA Comptoir de Matériaux de Construction op, met hoofdzetel te Dinant. In een bedrijfsfolder van 1914 wordt gesproken van duizenden afgewerkte sgraffiti. Hoewel sgraffiti zijn belangrijkste handelskenmerk vormden in die periode, ontwierp hij ook glasramen (onder meer voor Villa Dageraad in Eeklo), plafondschilderingen en meubels. Zijn werk (vooral sgraffiti, zowel voor buitenversiering als in het interieur) is op vele plekken in België terug te vinden.

## Na de Eerste Wereldoorlog

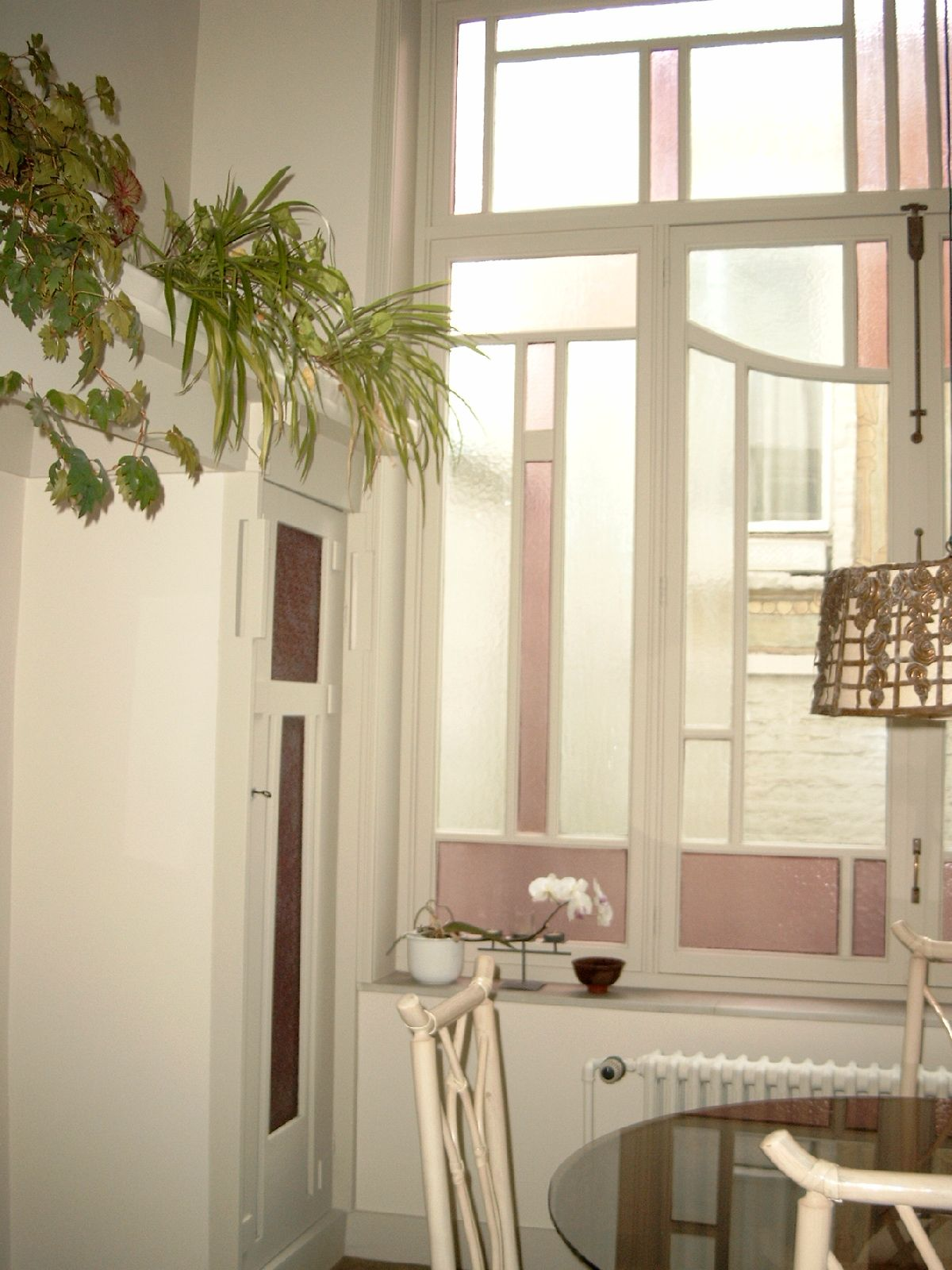
Interieur Cauchiehuis met invloed van C.R. Mackintosh

Eind 1914, tijdens de Eerste Wereldoorlog, vluchtte Cauchie met zijn gezin naar Engeland, waar hij schilderde en ook tentoonstelde. Van 1916 tot 1918 verbleef hij in Den Haag, waar hij verder schilderde en tentoonstelde, maar waarschijnlijk ook meewerkte voor een steuncomité voor de heropbouw van België, onder meer met houten prefabwoningen.
Na de oorlog keerde hij terug naar België, maar de tijdgeest was veranderd: sgraffiti waren uit de mode en te duur voor de verarmde bevolking. Cauchie legde zich daarna hoofdzakelijk toe op schilderen in gouache en aquarel (en soms met olieverf). Hij ontwierp ook nog allerlei zaken, zoals: interieurs, praalwagens, het monument Aux Victoires Françaises de Fleurus te Fleurus, grafische ontwerpen, ...
Ook tijdens de Tweede Wereldoorlog bleef hij tentoonstellen, zelfs in Duitsland. Hij was lid van de Communauté Culturelle Wallonne, in 1941 opgericht door de Duitse "Propaganda-Abteilung". Deze Communauté nam in 1942 twee werken van hem op in een tentoonstelling in Düsseldorf en kort nadien een werk in Wuppertal-Elberfeld. In 1943 vaardigde de Fédération des Artistes Wallons et Belges d’Expression Française onder meer Cauchie af voor een tentoonstelling in Charleroi. Na de Tweede Wereldoorlog bleef hij tentoonstellen en ontwerpen maken.

## Architect
Paul Cauchie ontwierp slechts vier woningen, waarvan er drie zijn eigendom waren.
De eerste is zijn woning in de Frankenstraat te Etterbeek (het Cauchiehuis), waar hij vanaf januari 1906 ging wonen. Links naast hem woonde de uit Nederland afkomstige beeldhouwer Eduard Roskam en rechts van hem de Noorse schilder Conrad Selmyhr. Het is beschermd als monument sinds 1975.
Zijn tweede ontwerp als architect was een woning op zijn eigendom aan de Jachtlaan 141 te Etterbeek. Cauchie ontwierp deze woning in 1910 en verhuurde hem. De woning is beschermd sinds 1995.
Zijn derde ontwerp was een dubbele villa in Duinbergen en eveneens eigendom van Cauchie. De delen kregen als naam La Bella en La Nuova. De villa werd gebouwd in 1914 en was de vakantiewoning van Cauchie. De muren van het gebouw werden later wit geschilderd. In 2003 werd het beschermd.
Het laatste ontwerp van Cauchie is het enige dat niet zijn eigendom was. In 1926 ontwierp hij het "huis Scoriels" in de Terkamerenstraat 177 te Sint-Pieters-Woluwe. De eigenares was zijn vriendin Marguerite Scoriels, een muzikante. Het huis is modernistisch en totaal anders dan de ontwerpen van Cauchie van voor de Eerste Wereldoorlog. De voorgevel bevat nog één beperkte sgraffito, in art-deco-stijl. Dit is waarschijnlijk een van de laatste sgraffiti die in Brussel werden gemaakt. Cauchie verbleef ook zelf in het huis en had er een eigen atelier. Het huis wordt vermeld op de Inventaris van het Bouwkundig Erfgoed van het Brussels Hoofdstedelijk Gewest, maar is niet beschermd.
In 2019 werden in Turnhout 37 sgraffiti ontdekt naar ontwerp van Paul Cauchie .

## Erkenning
- Op 21 juli 1923 werd Cauchie ridder in de Kroonorde van België
- In 1937 kreeg hij de Médaille d'or du dévouement national français

## Overlijden en nalatenschap
Paul Cauchie overleed op 1 september 1952 te Etterbeek en werd begraven op het kerkhof te Sint-Lambrechts-Woluwe. Zijn vrouw en enige kind, dochter Suzanne, overleefden hem. In 1965 werd de begraafplaats leeggemaakt. Lina Voet woonde toen bij haar dochter in Wezembeek-Oppem en liet het graf naar de gemeentelijke begraafplaats van daar overbrengen. Toen zij vier jaar later overleed, werd ze bij in het graf gelegd. De eenvoudige grafzerk vermeldt beide namen en is versierd met een schilderspalet.
Nog tijdens het leven van Cauchie ging al heel wat werk van hem teloor door uiteenlopende redenen zoals: oorlog, brand, renovatie, veranderde mode en natuurlijke verwering. Veel sgraffiti werden gewoon overschilderd. Cauchie had veel materiaal en achtergrondgegevens bewaard in een persoonlijk archief, maar zijn dochter had geen interesse voor zijn werk en gebruikte het als opvulsel en zette delen gewoon op straat. In 1971 diende ze zelfs een aanvraag in om het Cauchiehuis te laten slopen, hetgeen echter niet doorging.

## Selectie van werken
- Sgraffiti aan het Huis Delune in Elsene, architect Leon Delune (1904)
- Woning van Paul Cauchie, eigen woning aan de Frankrijkstraat 5, Brussel (1905)
- Sgraffiti aan het huis Avenue des Combattants 96 in Genval (Rixensart) (1912)
- Villa Dageraad (nu Hotel Shamon), hotel aan de Gentsesteenweg 28 in Eeklo (1910)
- Vijf sgraffito-schilderingen op de gevel van de woning Juliaan Dillensstraat 64, Antwerpen (1908);

## Afbeeldingen

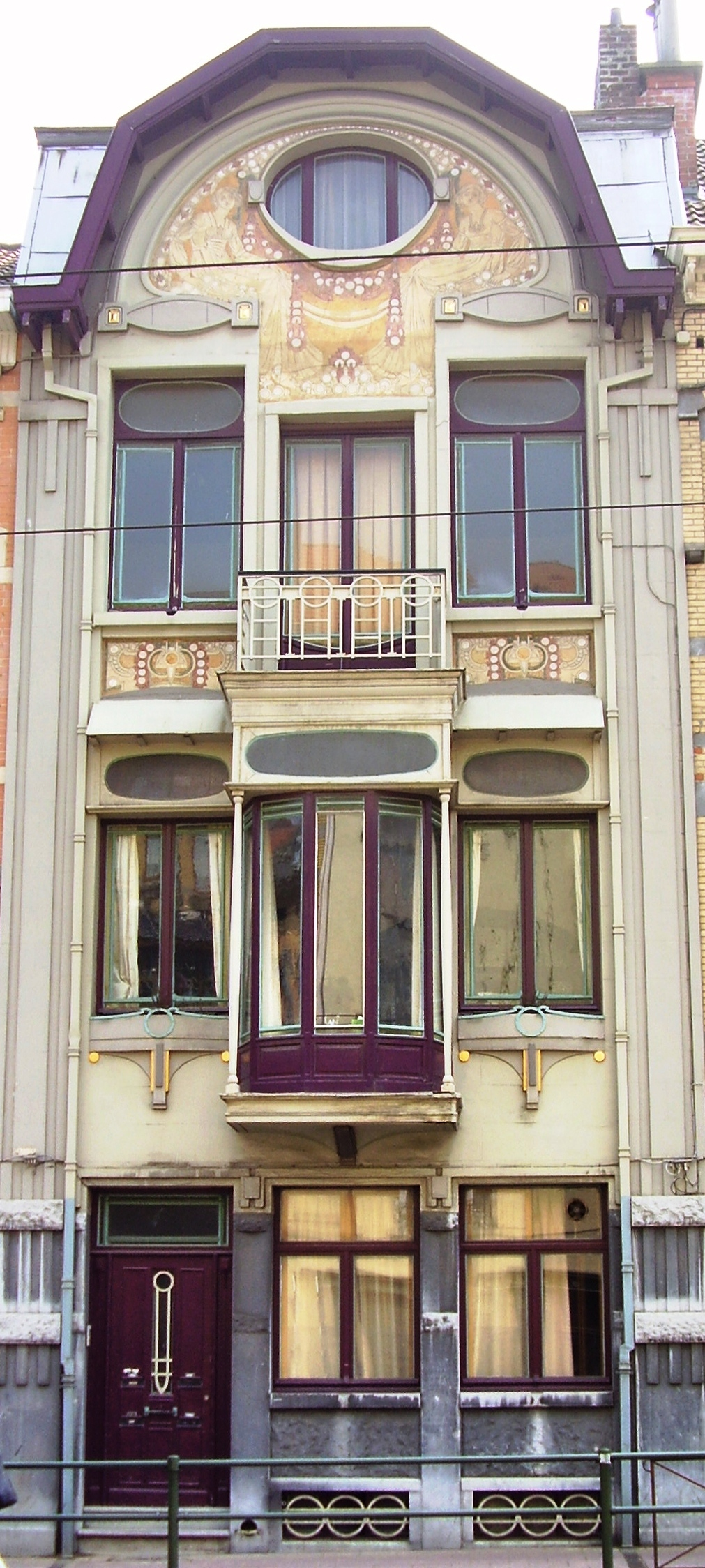
Door Cauchie ontworpen huis in de Jachtlaan te Etterbeek
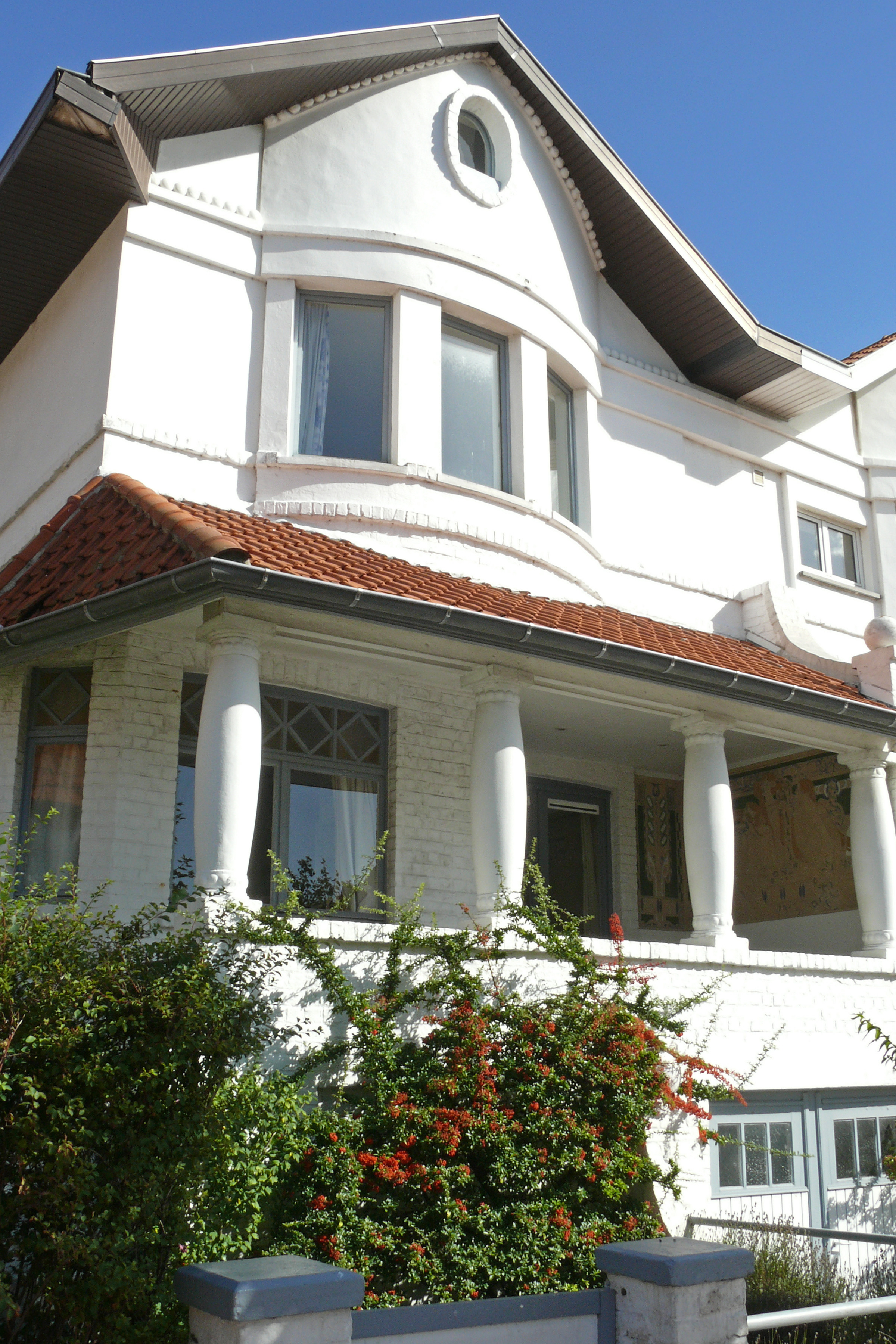
Dubbele villa door Cauchie ontworpen in Duinbergen
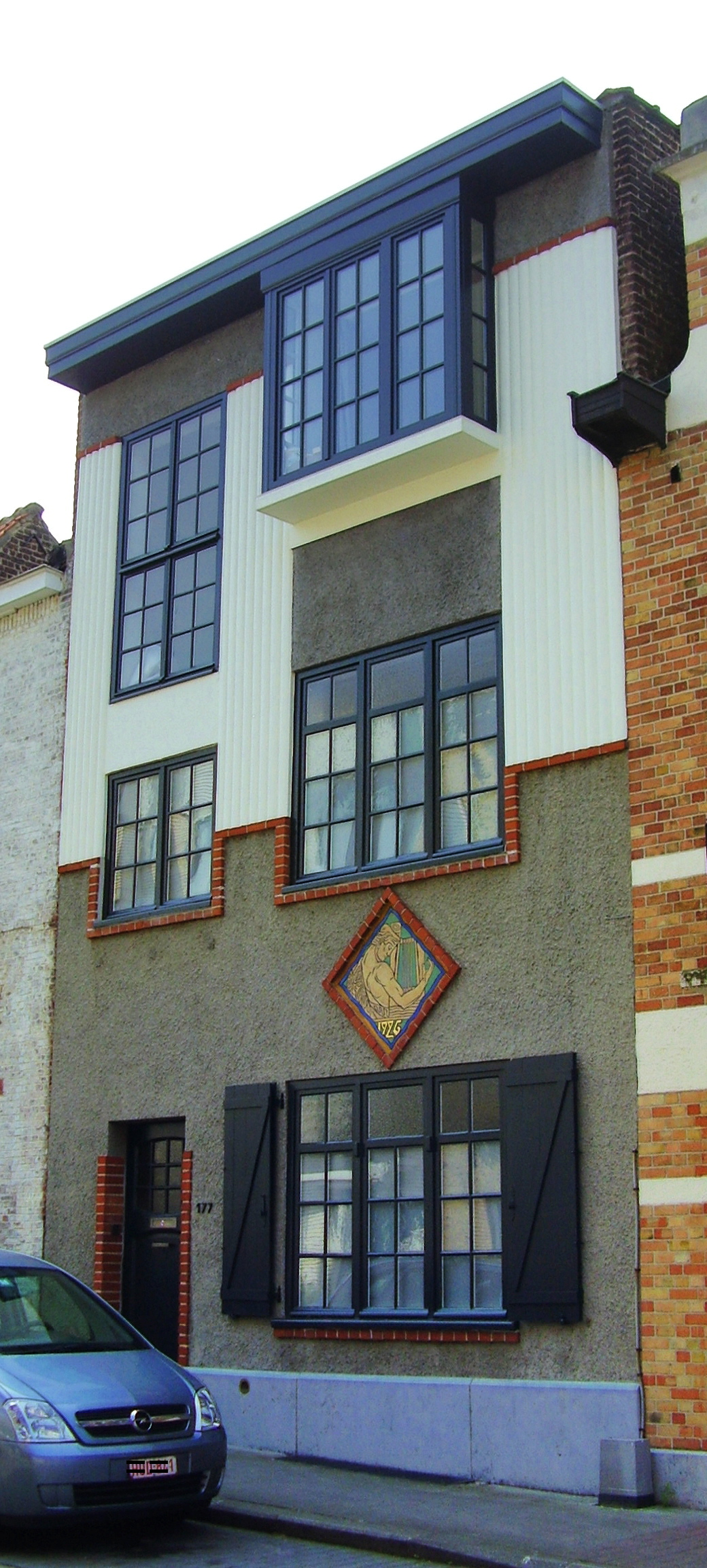
Huis Scoriels, door Cauchie ontworpen in Sint-Pieters-Woluwe
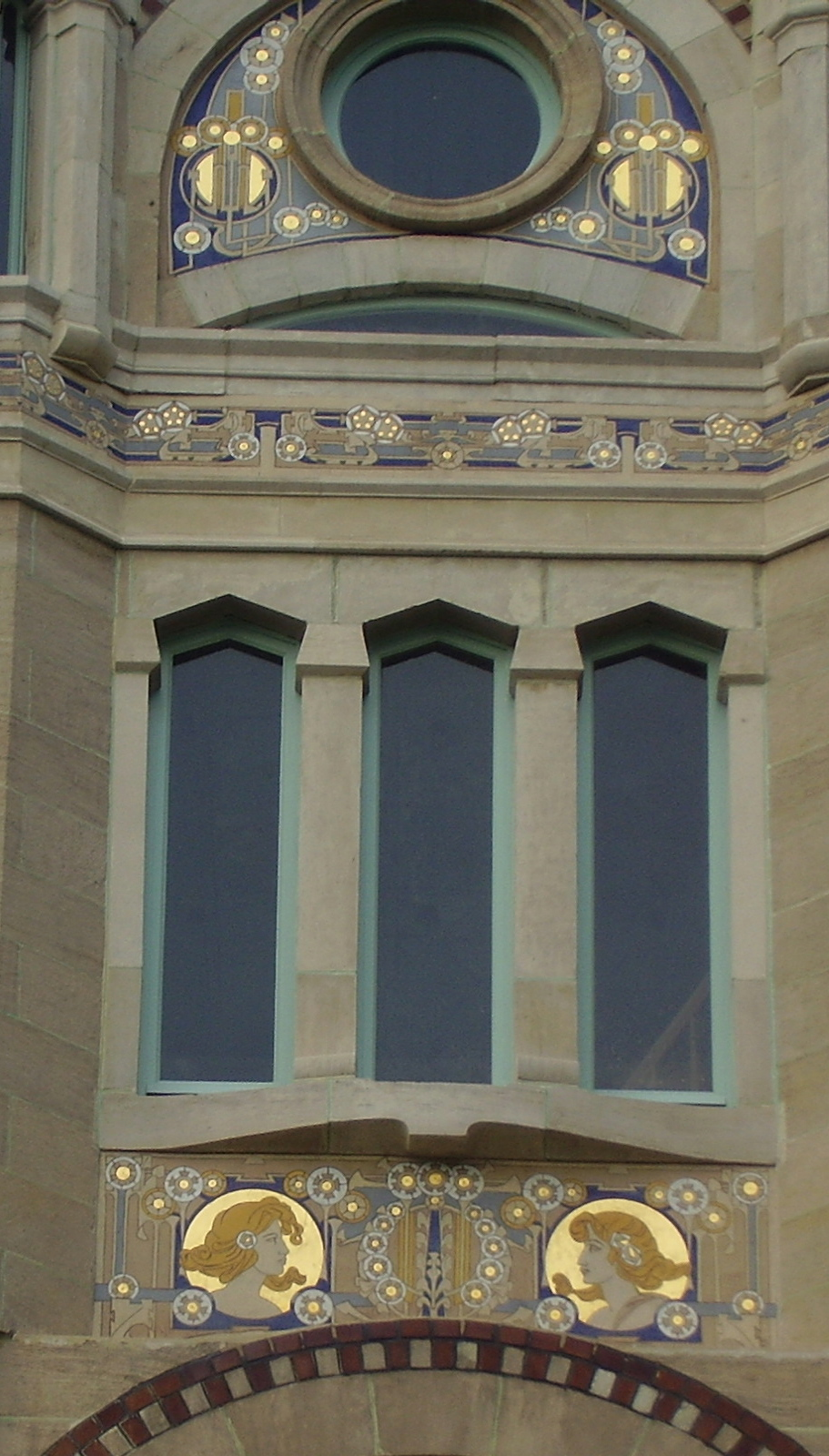
Sgraffiti aan het Maison Delune
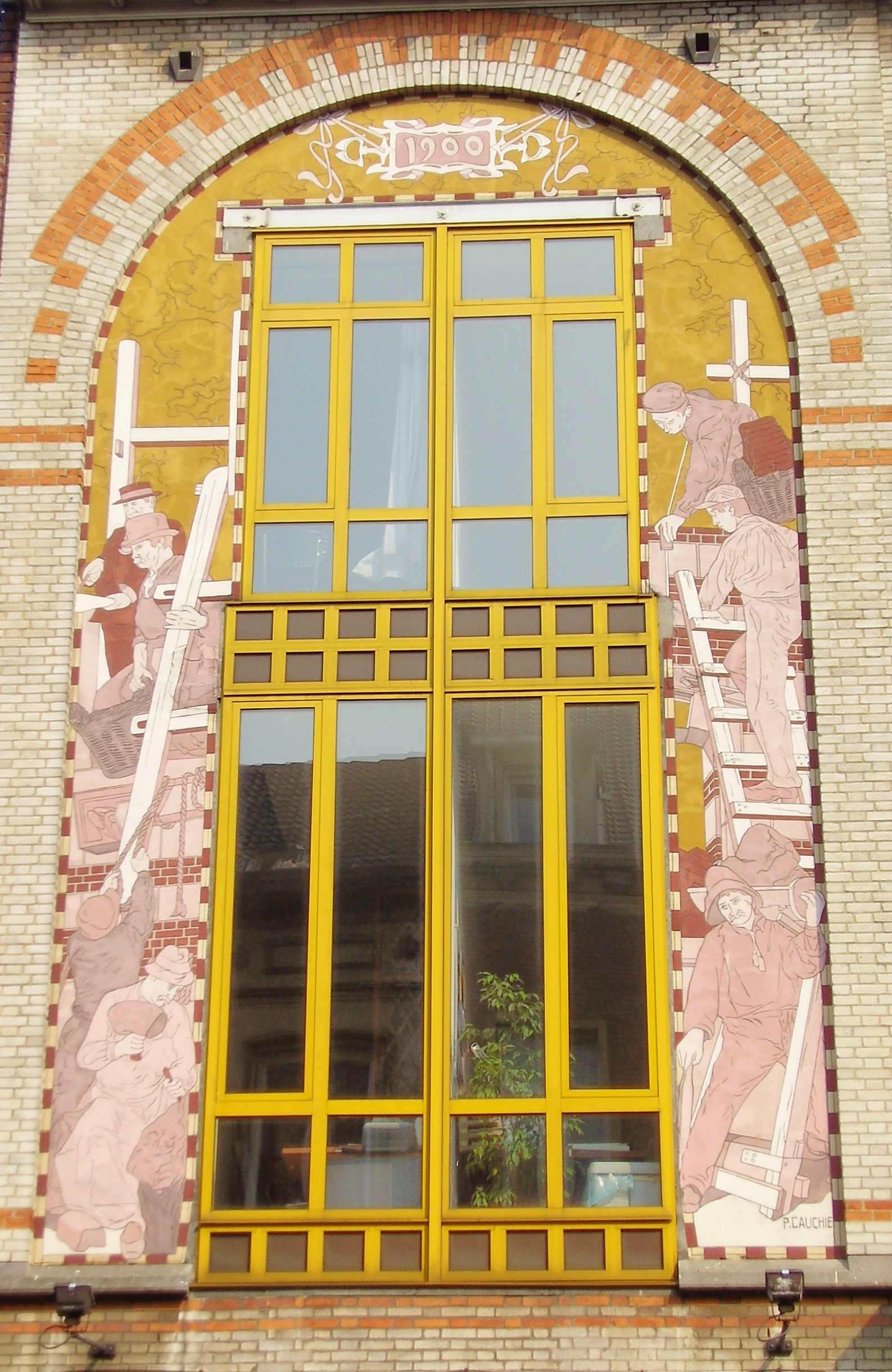
Sgraffiti aan een huis aan de rue Malibran in Elsene
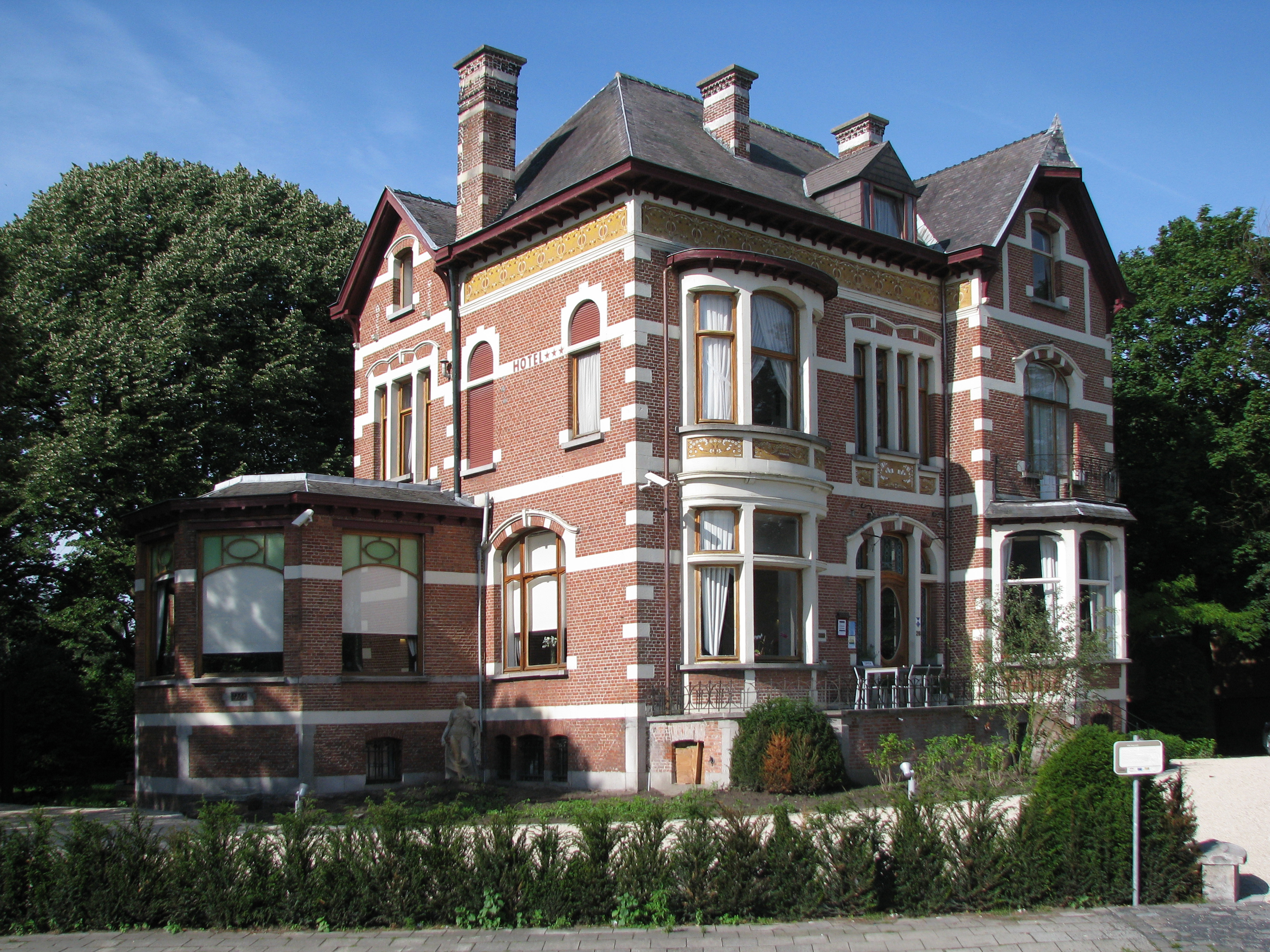
Villa Dageraad in Eeklo
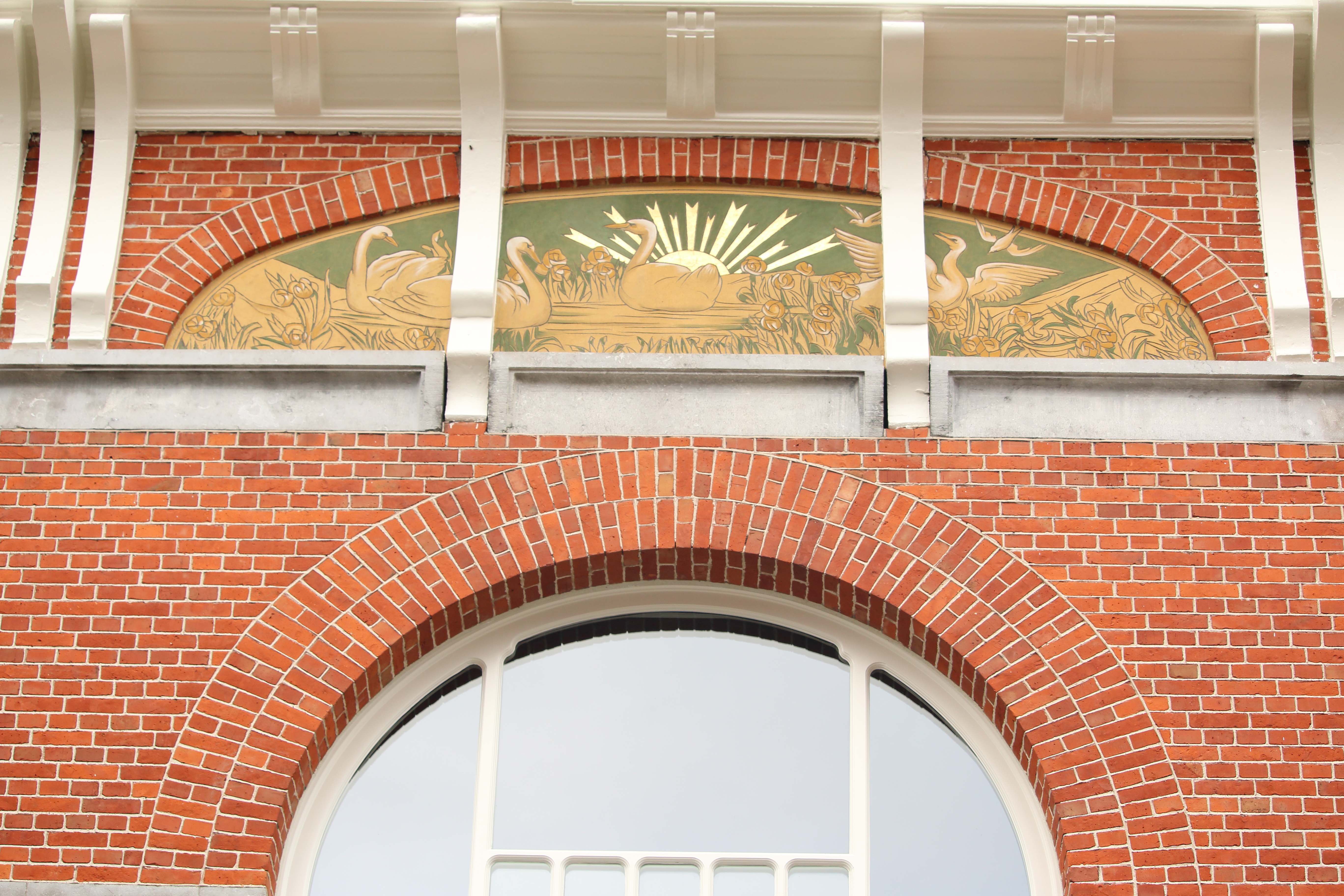
Sgraffito aan de Mermansstraat in Turnhout

## Vakkundige restauratie sgraffiti Cauchie
De restauratie van de sgraffiti op de gevel van het Cauchiehuis in Etterbeek, was de allereerste vakkundige restauratie van sgraffito-schilderingen van Paul Cauchie. Die werken vonden plaats in 1981-1988 met technische ondersteuning van het Koninklijk Instituut voor het Kunstpatrimonium (KIK/IRPA). De tweede vakkundige restauratie vond plaats in Antwerpen (1). Het betreft 5 sgraffito-schilderingen van Cauchie op de gevel van de woning Juliaan Dillensstraat 64, 2018 Antwerpen (2). Die restauratie gebeurde in 1993, eveneens met technische ondersteuning van het KIK/IRPA. Als modelproject in Vlaanderen kreeg het ook morele én financiële steun van de Koning Boudewijnstichting.
(1) zie: tijdschrift ‘Monumenten & Landschappen’ 13/3 (mei-juni 1994), pp. 57 t/m 62

(2) zie https://inventaris.onroerenderfgoed.be/erfgoedobjecten/6975    .
- Bibliothèque nationale de France: cb14971341c (data)
- Gemeinsame Normdatei: 174326955
- International Standard Name Identifier: 0000 0000 6663 1869
- RKD-Nederlands Instituut voor Kunstgeschiedenis: 15979
- Système universitaire de documentation: 136330630
- Union List of Artist Names: 500101320
- Virtual International Authority File: 55149841951602840808
- WorldCat: E39PBJqVVGJWbpvQqkqQbxvT73